# Spigelia blanchetiana
Spigelia blanchetiana là một loài thực vật có hoa trong họ Mã tiền. Loài này được DC. miêu tả khoa học đầu tiên năm 1845.